# Phaulopsis lankesterioides
Phaulopsis lankesterioides är en akantusväxtart som först beskrevs av Gustav Lindau, och fick sitt nu gällande namn av Gustav Lindau. Phaulopsis lankesterioides ingår i släktet Phaulopsis och familjen akantusväxter. Inga underarter finns listade i Catalogue of Life.